# Катастрофа с полет 571 на Уругвайските ВВС
Катастрофата с полет 571 на Уругвайските ВВС е самолетна катастрофа, станала в Андите на 13 октомври, петък, 1972 г.
Самолетът Fairchild FH-227D на Уругвайските ВВС изпълнява чартърен полет FAU 571 по маршрут Монтевидео−Мендоса−Сантяго, на борда се намират 5-членен екипаж и 40 пътници (членове на отбора по ръгби „Old Cristians“, техни роднини и спонсори). Преминавайки над Андите, самолетът попада в циклон, удря се в скала и пада в подножието на неактивния вулкан Тингиририка. 12 загиват при самата катастрофа, още пет умират по-късно от рани и от измръзване. От останалите 28, осем загиват в лавина, която удря фюзелажа, който им служи за прикритие. След това загиват още четирима от рани и глад.
Останалите живи 16 души оцеляват на височина 3600 метра, като се хранят с телата на загиналите техни приятели. На 61-вия ден двама от тях – Нандо Парадо и Роберто Канеса, тръгват пеша да търсят помощ през Андите. След 10-дневен преход те срещат чилийски фермер, който им оказва първа помощ, след което с хеликоптери са спасени и останалите.